# HRK Lipanjske zore Čapljina
HRK Lipanjske zore je bosanskohercegovački rukometni klub iz Čapljine. Sjedište je u Ante Starčevića 87/22, Čapljina.
HRK Lipanjske zore svake godine od 2010. organizira međunarodni turnir u spomen na Operaciju Lipanjske zore, povodom obljetnice oslobađanja grada i općine Čapljine.
Ženska sekcija je HŽRK Lipanjske zore.